# Otokar Chlup
Otokar Chlup (30. srpna 1875 Boskovice – 14. května 1965 Praha) byl český vysokoškolský pedagog a vědec.
Byl profesorem na Masarykově univerzitě, v roce 1922 se stal prvním ředitelem Pedagogického semináře na Filozofické fakultě Masarykovy univerzity a byl rovněž přednostou Škol vysokých studií pedagogických v Brně a v Praze. V roce 1946 se stal prvním děkanem Pedagogické fakulty University Karlovy a ředitelem Pedagogického ústavu J. A. Komenského ČSAV. Věnoval se mravní výchově, vzdělávání učitelů, didaktice, dějinám pedagogiky i pedagogické teorii. V meziválečném období se rovněž podílel na reformách českého školství.

## Životopis
Po ukončení středoškolského studia nastoupil na Filozofickou fakultu Karlovy univerzity, kde studoval češtinu a francouzštinu, ale velice ho zaujaly i semináře z psychologie a pedagogiky, které také navštěvoval.
Po ukončení studií se věnoval výuce, nejprve jako suplent, a po složení státní rigorózní zkoušky začal vyučovat na reálce v Náchodě. Během předválečného období věnoval nemalou část svého času cestování (navštívil Švýcarsko, Anglii, Německo, Francii), díky čemuž se seznámil s řadou významných osobností (např. Alfred Binet ve Francii) a měl možnost studovat i některé významné psychologické směry (např. elementovou psychologii v Německu).
V předválečném období se také zaměřil na publikační činnost a vydal své první studie. Mezi jeho nejvýznamnější díla z této doby patří Kulturní boj o školu a Mravní nemoci dětství. Kromě publikační činnosti se věnoval i překladům, kde například jako první přeložil do češtiny Duševní vývoj dětský od I. Kinga.
Brzy po vypuknutí první světové války musel narukovat na frontu, následkem čehož mohl pozorovat pocity vojáků i předrevoluční dění v Rusku. Po první světové válce se začal věnovat vědecké činnosti. Působil v Čs. ústavu J. A. Komenského a jako soukromý docent na Filozofické fakultě Univerzity Karlovy. Podílel se také na vzniku instituce Školy vysokých studií pedagogických, jejímž cílem bylo vzdělávat učitele měšťanských škol.
Nadále se kromě působení na Filozofické fakultě Masarykovy univerzity podílel na vzniku Pedagogického semináře na Bratislavské univerzitě, kam pravidelně dojížděl přednášet.
V tomto období je významná také jeho publikační činnost, jakou je například článek Výzkum duševních projevů u dětí méně schopných. Věnoval se také experimentální pedagogice. Na Filozofické fakultě zřídil třídu pro nadané žáky, kde prováděl různé pedagogické pokusy. Nejvýznamnější je však jeho příprava středoškolských učitelů. K této problematice vydal dvě publikace: Pedagogika: Úvod do studia a Středoškolská didaktika. Společně se svými kolegy, J. Uhrem a J. Kubálkem, vytvořil třídílnou Pedagogickou encyklopedii.
Po druhé světové válce se stal prvním děkanem nově vzniklé Pedagogické fakulty UK. Ta však byla úředně roku 1953 zrušena, a tak přešel na Filozofickou fakultu UK. Zanedlouho byl jmenován akademikem a stal se ředitelem nově založeného Pedagogického ústavu J. A. Komenského, kde studoval Komenského tvorbu a publikoval svá pedagogická díla. Nový politický režim v zemi však využil autority profesora Chlupa pro propagaci svých idejí, ačkoliv Chlup sám některé z nich ostře kritizoval.
Profesor Chlup patří mezi nejvýznamnější české pedagogy a řada jeho myšlenek je inspirací i pro současnou pedagogiku, a to i přesto, že se jeho tvorba stala převážně v závěru jeho života velmi diskutabilní a vyvolává řadu otázek.

## Dílo
- O etice a pedagogice – 1905
- O mravní výchově a morálním vyučování – 1907
- Rukověť přirozené mravouky ve škole – 1922
- Vývoj pedagogických idejí v novém věku – 1925
- O školu měšťanskou – 1931
- Středoškolská didaktika – 1935
- Vysokoškolské vzdělání učitelstva – 1937
- Několik statí k základnímu učivu – 1958

## Instituce a místa pojmenovaná po Otokaru Chlupovi
- Fakultní základní škola prof. Otokara Chlupa Pedagogické fakulty UK, Praha 13 [2]
- Ulice Chlupova, Praha 13 [3]
- Ulice Ot. Chlupa, Boskovice [4]